# Ёлки (фильм)
«Ёлки» — российский комедийный драматический новогодний киноальманах 2010 года продюсера Тимура Бекмамбетова, который также выступил сценаристом и одним из режиссёров. Режиссёров и продюсеров было множество: Александр Войтинский, Александр Андрющенко, Ярослав Чеважевский, Игнас Йонинас, Дмитрий Киселёв, а такэе Сюзанна Муазен, Александра Ремизова, Ива Стромилова, Александр Войтинский, Сергей Яхонтов. Фильм был создан российской студией «Bazelevs». В главных ролях снялись Иван Ургант, Сергей Светлаков, Вера Брежнева и Сергей Гармаш, а также Артур Смольянинов, Екатерина Вилкова, Мария Порошина, Дато Бахтадзе, Вера Брежнева, Никита Пресняков, Сергей Гармаш, Александр Головин и Александр Домогаров мл. Новогодняя комедия состоит из 8 необыкновенных историй, случающихся 31 декабря в 11 российских городах — Калининграде, Казани, Перми, Уфе, Бавлах, Екатеринбурге, Красноярске, Якутске, Новосибирске, Санкт-Петербурге и Москве. Герои фильма — таксист и поп-певица, бизнесмен и актёр, сноубордист и лыжник, студент и пенсионерка, пожарный и директриса, вор и милиционер, гастарбайтер и президент России. Все они оказываются в канун Нового года в очень непростой ситуации, и выйти из неё им поможет только чудо… или теория шести рукопожатий, согласно которой любых двух человек на Земле разделяют не более чем пять уровней общих знакомых, а соответственно шесть уровней связей.
В основу комедии легли необычные новогодние случаи, на которые Бекмамбетов даже объявил конкурс. Однако все победившие в конкурсе рассказы в фильм уместиться не смогли. События фильма происходили в нескольких городах России, в разных часовых поясах: Якутске, Москве, Калининграде, Перми, Уфе, Бавлах, Казани, Екатеринбурге, Красноярске, Новосибирске и Санкт-Петербурге. Съёмки велись летом, хотя по сюжету в фильме зима. Улицы приходилось засыпать искусственным снегом и белыми рулонами, что приводило в замешательство местных жителей. Некоторые эпизоды снимались в необычных местах, например, в хромакейном павильоне Москвы.
«Ёлки» вышли в прокат 13 декабря 2010 года в Казахстане и 16 декабря 2010 года в России, а на DVD 13 января 2011 года. Картина получила в целом положительные отзывы критиков и зрителей — и те, и другие отмечают праздничную атмосферу, добрый посыл и обязательный хэппи-энд для героев; отмечают игру актёров, в том числе детей, и музыкальное сопровождение, которое помогает создавать новогоднюю атмосферу и называют фильм лёгким, смешным и весёлым, отмечают, что он не пошлый и не глупый. Однако, было немного критики за то, что большую часть времени было скучно, мало юмора, не все истории интересны. Тем не менее, зрители отмечают, что фильм стал настоящей классикой, которую можно с удовольствием пересматривать каждый год. В мировом прокате фильм собрал более 701 миллиона рублей, войдя в историю как самый кассовый российский фильм 2010 года. Успех «Ёлок» привёл к созданию мультимедийной одноимённой франшизы, где через год, в 2011-м, вышло продолжение, которое получило название «Ёлки 2».

## Сюжет
События новогодней комедии происходят в 11 городах: Якутске, Калининграде, Перми, Уфе, Бавлах (Республика Татарстан), Казани, Екатеринбурге, Красноярске, Новосибирске, Санкт-Петербурге и Москве. Героями фильма стали самые разные люди — таксист и поп-дива; бизнесмен и актёр; сноубордист и лыжник; студент и пенсионерка; пожарный и директриса; вор и милиционер; гастарбайтер и помощник президента России. Ведущие персонажи накануне Нового года попали в ситуацию, выйти из которой может помочь разве что чудо или «теория шести рукопожатий», согласно которой каждый человек на Земле знает другого через пять общих знакомых.
Сирота Варя, живущая в детдоме в Калининграде, выдала себя за дочь президента Медведева и под напором других детей заявила, что «папа» поздравит её с Новым годом кодовой фразой. Не видя реальных возможностей добиться выполнения обещанного, девочка принимает решение сбежать из детского дома. Её друг Вова, тоже детдомовец, рассказывает ей о теории шести рукопожатий и запускает цепочку, позвонив выпускнику их детского дома, Мише, который живёт «на Кубе». «Куба» оказывается студенческим общежитием в Казани, но Миша старается скрыть это от проживающей в Швейцарии Лены, с которой познакомился в «Одноклассниках». Вова звонит Мише, когда тот был на видеосвязи с Леной, и студент пообещал, что президенту всё передадут. Он звонит своему другу, сноубордисту Коляну, который однажды катался с певицей Верой Брежневой. Поспорив со своим другом-лыжником, «кто лучше», Колян вместе с ним устраивает в подъезде гонки, в ходе которых парни случайно сбивают соседку-пенсионерку и вызывают ей «скорую». Старушку увозят в больницу, а Колян звонит Брежневой, и его рассказ о Варе производит на неё впечатление.
Помочь Варе вызывается таксист Паша Бондарев, вёзший в этот момент Брежневу и давно влюблённый в неё. Паша звонит своему дяде, капитану милиции Валерию Синицыну, но на звонок отвечает вор Лёха Зайцев, который, будучи задержанным Синицыным за мелкую кражу, сбежал и украл его форму вместе с мобильным телефоном. Лёха вынужден пообещать Паше, что президент скажет кодовую фразу. В магазин сотовой связи, где работает Лёхина девушка, Алина, врываются грабители. Зайцев обезоруживает их и укладывает на пол, но тут в магазин врывается Синицын. Позже он отпускает Лёху за проявленную храбрость, и тот звонит своему брату, бизнесмену Борису. Он летит в Петербург из Якутска, чтобы вернуть свою девушку, Олю (которая разочаровалась в его чувствах после очередного пустого обещания, и Борису кажется, что она ему изменяет). Попутчиком Бориса оказывается артист театра Евгений, его предполагаемый соперник (у Евгения тоже есть девушка по имени Ольга). Борис решает дать своей Оле возможность самой выбрать, с кем она будет.
Откликнувшись на просьбу брата, Борис звонит Юле, у которой есть знакомые в аппарате президента. Юлю бросил жених, а подруги посоветовали ей записать своё желание на бумажку, пока бьют куранты, поджечь записку, бросить пепел в бокал с шампанским и выпить. Из-за звонка Бориса Юля не успевает это проделать. С мыслью, что Новый год в соседних Бавлах празднуется на два часа позже, Юля бросается на трассу в поисках попутки и чуть не попадает под колёса пожарной машины, водитель которой с неохотой подвозит её. По дороге Юля звонит Игорю, работнику президентского аппарата, который забыл мобильник в «Макдональдсе». На звонок Юли отвечает Юсуф — сторож детского дома, где живут Варя и Вова.
Круг замкнулся. У Юсуфа есть знакомый дворник Адыл, который убирает снег в Москве на Красной площади, и этот Адыл на снегу перед Кремлём пишет обращение к президенту. К удивлению Вари и других ребят, президент в новогоднем обращении произносит нужные слова, после чего Варя и Вова на радостях обнимают друг друга. Остальные герои также обретают своё счастье: Юля и пожарный влюбляются друг в друга, Борис наконец возвращается в Петербург к возлюбленной и узнаёт правду, а Миша, мучимый чувством вины, встречает Лену, которая тоже оказывается не той, которой казалась.

## В ролях
| Актёр               | Роль                                                 |
| ------------------- | ---------------------------------------------------- |
| Алина Булынко       | Варя детдомовская девочка                            |
| Сергей Походаев     | Вова друг Вари, воспитанник детского дома            |
| Павел Меленчук      | Юра воспитанник детского дома                        |
| Баймурат Аллабериев | Юсуф сторож детдома                                  |
| Адылбек Атыхаев     | Адыл дворник с Красной площади, друг Юсуфа           |
| Маргарита Шубина    | директор детского дома                               |
| Иван Ургант         | Борис бизнесмен                                      |
| Сергей Светлаков    | Евгений актёр Якутского театра                       |
| Елена Плаксина      | Оля девушка Бориса                                   |
| Ирина Архипова      | Оля-2 возлюбленная Евгения                           |
| Никита Пресняков    | таксист Паша Бондарев                                |
| Дмитрий Малашенко   | пассажир такси                                       |
| Вера Брежнева       | камео                                                |
| Борис Хвошнянский   | Фёдор продюсер Веры Брежневой                        |
| Сергей Гармаш       | капитан милиции Валерий Петрович Синицын             |
| Артур Смольянинов   | вор Лёха Зайцев                                      |
| Екатерина Вилкова   | Алина девушка Лёхи, менеджер салона связи «Евросеть» |
| Юрий Мосейчук       | «Дед Мороз»-грабитель                                |

| Актёр                       | Роль                                                              |
| --------------------------- | ----------------------------------------------------------------- |
| Андрей Кислицин             | «Снегурочка»-грабитель                                            |
| Ирина Чипиженко             | бабушка в салоне связи «Евросеть»                                 |
| Мария Порошина              | Юлия Михайловна                                                   |
| Александр Арсентьев         | Роман неверный жених Юлии                                         |
| Александра Фатхи            | соперница Юлии                                                    |
| Дато Бахтадзе               | шофёр пожарной машины, подвёзший Юлию                             |
| Ольга Тумайкина             | подруга Юлии, жена Петра                                          |
| Галина Данилова             | подруга Юлии, астролог                                            |
| Олег Филипчик               | Пётр алкоголик                                                    |
| Сергей Друзьяк              | Миша «парень с Кубы», студент Казанского университета, детдомовец |
| Кристина Асмус              | Лена «девушка из Швейцарии», работающая в прокате коньков         |
| Александр Головин           | Димон сноубордист                                                 |
| Александр Домогаров-младший | Григорий Земляникин лыжник                                        |
| Галина Стаханова            | баба Маня                                                         |
| Никита Тарасов              | доктор                                                            |
| Виктор Вержбицкий           | Игорь сотрудник аппарата Президента                               |
| Константин Хабенский        | голос за кадром                                                   |

Президент Дмитрий Медведев значится в титрах фильма в качестве камео. В действительности в фрагменте с добавленными для Калининграда словами была применена компьютерная графика и запись голоса Медведева, сделанная режиссёром Александром Войтинским в Кремле.

## Саундтрек
1. Hi-Fi feat. 3XL PRO — Время не властно
2. 23:45 feat. 5ivesta family — Любовь без обмана
3. Aleks Jackman — Доброе утро
4. DJ Крыжовник 2.0 feat. Марусель — Это Дикий Запад? Да, детка! (Western)
5. Noize MC & Radio Чача — Устрой дестрой
6. Вася Обломов — Еду в Магадан
7. Вера Брежнева — Любовь спасёт мир
8. Город 312 — Самую малость
9. Гости из будущего — Люби меня по-французски

## Приём

### Кассовые сборы
Премьера в России состоялась 16 декабря 2010 года. За первый уик-энд (16—19 декабря 2010 года) картина собрала около 209 миллионов рублей (6,8 миллиона долларов), тем самым став лидером отечественного кинопроката. Бюджет фильма «Ёлки» (2010) — 170 млн рублей, а кассовые сборы картины в прокате — 701 млн рублей.. «Ёлки» вошли в список самых кассовых российских фильмов 2010 года. Успех картины привёл к созданию обширной одноимённой франшизы. 

### Критический приём
Новогодний сборник короткометражных историй «Ёлки» вызвал широкий резонанс как среди профессиональных критиков, так и обычных зрителей, продемонстрировав удивительно высокое признание как произведения массового кино. Преимущественное количество оценок оказалось весьма положительным, отмечающим прекрасное сочетание захватывающей атмосферы, высокого уровня актёрской игры, качественной режиссуры и продуманного сценария. Лишь редкие замечания касались несовершенства диалогов, которые, впрочем, никак не умаляли общего впечатления от ленты.
Критики отмечали магическое воздействие фильма на зрителей, создающего особую праздничную атмосферу, столь необходимую в холодные зимние месяцы. Например, портал «Кинопоиск» присвоил фильму показатель одобрения в 69%, подчёркивая значительную поддержку широкого круга любителей отечественного кино. Ещё более внушительный результат показал ресурс «Отзовик», где лента получила выдающийся рейтинг в 91%.
Однако западные ресурсы проявляли сдержанность в оценке. Например, международный сервис iMDb отметил ленту достаточно низким баллом — 6,2 из 10. Вероятно, зарубежным зрителям была чужда специфическая русская эстетика и культура, отражённая в фильмах подобного жанра.
Многие рецензенты считают фильм одним из лучших во франшизе. Профессиональные издания особо выделили значимость фильма в рамках отечественной кинофантастики. Вот наиболее важные выводы ведущих изданий:
Один из наиболее ярких обзоров принадлежит журналу «Т-Ж», который назвал фильм «классическим праздничным альманахом». Авторы отмечают уникальность концепции фильма, основанной на гуманизме и ценности простых человеческих поступков. Каждая короткая история словно оживает в руках мастеров кино, показывая читателю истинное значение новогоднего чуда. Одна из центральных мыслей фильма заключается в том, что добро порождает добро. Каждый герой решает проявить человечность, жертвуя своими желаниями ради счастья другого. Такой посыл создаёт эффект магии, охватывающий весь экран и наполняющий сердца зрителей радостью и благодарностью. 
Сайт «Критиканство» предоставил аналитику с итоговым результатом в 67 баллов из 100, базирующимся на множестве объективных отзывов экспертов. Обзор подчёркивал особый вклад «Ёлок» в популяризацию новогоднего кинематографического контента, представляющего новую страницу в истории российского кино. Эксперты пришли к выводу, что сценарий ленты заставляет аудиторию поверить в реальность небольших чудес, возникающих благодаря простым действиям, совершаемым обычными людьми. Примером служит эпизод с Варварой, героиней, чья судьба кардинально меняется благодаря нескольким знакомым, решившим поддержать её мечту. 
Газета «7 Дней» назвала фильм самой подходящей новогодней сказкой для современной России. Подчёркнуто символичное разделение девяти новелл, каждая из которых соответствует одному из девяти часовых поясов огромной страны, позволило авторам показать богатую палитру традиций и обычаев россиян. История наполнена добрыми намерениями, любовью и верой в чудо, что роднит её с лучшими произведениями советской эпохи. 
Картина, впоследствии, превратилась в настоящий ритуал для многих молодых поколений. Вместо традиционного застолья и ожидания «Иронии судьбы» многие молодые семьи теперь отправляются в кинотеатры смотреть новое творение режиссёра в духе настоящей семейной идиллии. Этот тренд сделал посещение кинотеатра неотъемлемой частью празднования Нового Года, сравнимой с приготовлением традиционных блюд и просмотром классических советских фильмов.

### Выход на DVD
13 января 2011 года фильм вышел на DVD в двух изданиях: упрощённом и подарочном. Подарочное издание содержит бонусный диск с дополнительными материалами о создании фильма: кадрами, не вошедшими в основную ленту; уникальными материалами со съёмочной площадки, а также искусственный «снег».

## Продолжение
Сразу после выхода картины на экраны создатели пообещали снять продолжение. В первые дни 2011 года были сняты первые эпизоды фильма «Ёлки 2». Съёмочная группа отсняла новогодние гуляния в ряде городов России: Москве, Великом Устюге, Новосибирске, Перми, Самаре, Казани, Екатеринбурге и некоторых других. Помимо российских городов, действие картины происходит в Астане. Второй фильм, под названием «Ёлки 2», вышел 15 декабря 2011 года. Для нескольких эпизодов фильма «Ёлки 2» (2011) студия Asymmetric VFX Studio создавала невидимые визуальные эффекты.